# Chlorophorus mjoebergii
Chlorophorus mjoebergii es una especie de escarabajo longicornio del género Chlorophorus. Fue descrita científicamente por Aurivillius en 1917.
Se distribuye por Australia. Mide 15 milímetros de longitud.